# Below the line
Below the line (BTL) na área de publicidade é uma técnica de propaganda que usa a comunicação fora da mídia. As atividades promocionais que utilizam os meios de comunicação de massa são chamadas above the line.
Fora da Mídia ou "Below the line" temos:
- Marketing de relacionamento;
- Sponsoring, licenciamento;
- Relações Públicas;
- Salões, feiras, exposições;
- Promoções;
- Internet.

Nos meios ou Above the line:
- Imprensa;
- Televisão;
- Outdoors;
- Rádio;
- Cinema;
- Internet.